# Liste der Schweizer Botschafter in Mexiko
Schweizer Botschafter in Mexiko.

## Missionschefs
- 1946–1948: Gaston Jaccard (1894–1991), Gesandter
- 1948–1950: Mario Fumasoli (1901–1989)
- 1950–1951: Werner Weingärtner (1895–), Geschäftsträger
- 1951–1958: Charles-Edouard de Bavier (1893–1975)
- 1958–1958: Charles-Edouard de Bavier (1893–1975), Botschafter
- 1958–1959: Fred Bieri (1915–1970), Geschäftsträger
- 1959–1967: Fernand Bernoulli (1905–1979)
- 1967–1970: Jean-Louis Pahud (1909–1993)
- 1971–1974: Alfred Fischli (1914–1992)
- 1974–1980: Silvio Masnata (1915–2006)

Roland Wermuth (1984)

- 1980–1985: Roland Wermuth (1930–)
- 1985–1988: Marcel Disler (1923–2001)
- 1989–1993: Paul André Ramseyer (1937–)
- 1993–1998: Gérard Fonjallaz (1937–)
- 1998–2003: Marcus Kaiser
- 2003–2006: Federico Pedotti
- 2006–2010: Urs Breiter
- 2010–2013: Rudolf Knoblauch (1951–)
- 2014–2018: Louis-José Touron[2]
- 2018–2022: Eric Mayoraz[3][2]
- ab 2022: Pietro Piffaretti[3]

Ab 1945 selbständige Gesandtschaft, seit 1958 Botschaft.